# Arnaud Pinxteren
Pour les articles homonymes, voir Pinxteren.
Arnaud Pinxteren, né le 10 mars 1977 à Etterbeek, est un homme politique belge, membre du Parti Ecolo. Il est échevin de la Petite enfance, de la Participation citoyenne et de la Rénovation urbaine de la Ville de Bruxelles depuis le 3 décembre 2018.  
Avant son mandat communal, il a occupé le poste de Député régional au sein du Parlement bruxellois.  

## Biographie
Né à Etterbeek en 1977, Arnaud Pinxteren grandit à Laeken où il vit toujours avec sa femme et ses enfants. Dès son plus jeune âge, il fait partie des mouvements de jeunesse lesquels se prolongent par divers engagements associatifs. 
Diplômé en 2001 d’une maitrise en sciences économiques (UCL), avec une spécialisation en économie sociale et en économie publique, il devient brièvement chercheur en économie publique au sein du CORE (UCL).
De 2002 à 2004, il travaille au sein de la cellule fédérale "Économie sociale" du Service public de Programmation Intégration sociale. Pendant cette même période, Il s'engage dans différents mouvements associatifs, notamment auprès d'Amnesty International et dans l'aide aux sans-papiers.
De 2004 à 2009, Arnaud Pinxteren met son expertise au service de la Ministre bruxelloise Évelyne Huytebroeck. Il est Conseiller politique au sein du Cabinet ministériel chargé de la politique de l’eau, des nuisances sonores aériennes, du réemploi et du Port de Bruxelles. 
En 2005, il devient co-président d’Écolo j. Il assure ce mandat pendant deux ans, jusqu’en 2007.
Il se présente aux élections régionales de 2009 et est élu pour la première fois. Il devient député au Parlement bruxellois. Il se spécialise dans les Commissions Environnement, Développement territorial et Infrastructure.
De 2012 à 2018, il est également Co-président d’Ecolo Bruxelles
À la suite des élections d’octobre 2018, il devient Conseiller communal à la Ville de Bruxelles. Il quitte alors ses fonctions de député pour rejoindre le Collège de Bruxelles le 3 décembre 2018. Il y devient échevin de la Petite enfance, de la Participation citoyenne et de la Rénovation urbaine.

## Carrière professionnelle
- Échevin de la Ville de Bruxelles (depuis 2018)

Compétence : la Petite enfance, la Participation citoyenne et la Rénovation urbaine
- Député au Parlement bruxellois (2009 - 2018)

Au sein du Parlement bruxellois, Arnaud Pinxteren est principalement actif dans les commissions Environnement, Développement territorial et Infrastructure.
- Co-Président Ecolo Bruxelles

- Administrateur à l’ALE de la Ville de Bruxelles (2007 - 2010)

- Coprésident d’Écolo j (2005 – 2007)

- Conseiller politique au cabinet d'Évelyne Huytebroeck (2004-2009)

chargé de la politique de l’eau, des nuisances sonores aériennes, du réemploi et du Port de Bruxelles
- Administrateur au Port de Bruxelles (2004 – 2009)

- Secrétaire politique de la section locale Ecolo de la Ville de Bruxelles (2003 – 2009)